# Brezno
Brezno (maďarsky Breznóbánya, německy Bries(en), v letech 1927–1948 Brezno nad Hronom) je okresní město, ležící v Banskobystrickém kraji na Slovensku. V roce 2007 zde žilo 21 997 obyvatel, v roce 2018 již jen 20 953 obyvatel. První písemná zmínka o městě je z roku 1265. Ve městě se nachází památková zóna.

## Poloha
Město se rozkládá v údolí horního toku řeky Hron v regionu Horní Pohroní (Horehroní), na jih od Nízkých Tater a na sever od Slovenského rudohoří. Město leží od hlavního města Bratislavy 253 km, krajského města Banská Bystrica 44,6 km a je centrem okresu Brezno, sousedí se dvanácti obcemi: Beňuš, Bacúch, Horná Lehota, Čierny Balog, Jarabá, Michalová, Mýto pod Ďumbierom, Pohronská Polhora, Valaská, Bystrá, Liptovský Ján a Vyšná Boca.

## Doprava
Město leží na železniční trati Banská Bystrica – Červená Skala, která zde má odbočku Brezno – Jesenské. Je křižovatkou silnic I/66, I/72 a II/529.

## Osobnosti
- Ottó Herman (1835–1914), přírodovědec, politik, novinář
- Adolf Peter Záturecký (1837–1904), pedagog a publicista

- Petr Sepeši (1960–1985), zpěvák
- Pavol Habera (* 1962), zpěvák

## Partnerská města
- Agria, Německo
- Ciechanów, Polsko
- Čačak, Srbsko
- Meudon, Francie
- Nădlac, Rumunsko
- Nový Bydžov, Česko